# NVIDIA Fleet Command
NVIDIA Fleet Command是NVIDIA发布的一个混合云平台。

## 简介
NVIDIA Fleet Command是一个托管型服务平台，可帮助企业在NVIDIA认证系统上部署和管理AI应用。
NVIDIA Fleet Command是针对边缘运算设计的管理组件，可以统一控制AI应用，帮助管理组件及更新。搭配EGX伺服器，可以快速部署AI。

## 发展
2021年6月，NVIDIA宣布公开NVIDIA Fleet Command。